# Misje pallotyńskie w Kamerunie
Misje pallotyńskie w Kamerunie – misja rzymskokatolicka prowadzona przez pallotynów w niemieckiej kolonii w Kamerunie na przełomie XIX i XX w. Kiedy w 1884 Niemcy zostały właścicielami kolonialnymi Kamerunu, odmówili oni grupom francuskich duchownych katolickich pozwolenia na rozpoczęcie misji na nowych terenach. Niemcy nie byli zbyt chętni do dopuszczania katolików na swoje ziemie, tym bardziej, że byli obcokrajowcami. Ustąpili dwa lata później, gdy o zezwolenie poprosili niemiecko-szwajcarscy Pallotyni. Zezwolenie zostało wydane pod następującymi warunkami:
- Pallotynom nie wolno konkurować bezpośrednio z istniejącą już placówka protestancką z Bazylei
- nie wolno przyjmować im żadnych poleceń od żadnych nie-niemieckich władz
- mogą zatrudniać pracowników tylko spośród Niemców i mieszkańców Afryki
- wolno im używać i uczyć jedynie w języku niemieckim.

Ośmiu zakonników pallotyńskich pod przewodnictwem ojca Heinricha Vietera dotarło 25 października 1890 do Duali. Prezbiteriańscy misjonarze okazali się nieprzychylni do nowo przybyłych, więc pallotyni osiedli w Mareinbergu niedaleko Edei. W ciągu 13 lat założyli misje i szkoły w Kribi, Edei, Bonjongo, Duali, Betandze, Jaunde, Ikassie, Minlabie, Sasse, Victoria-Bocie, Dschangu, Ossing koło Mamfe. W 1899 założyli własny konwent w Bonjongo. 
Kiedy podczas I wojny światowej Kampania wschodnioafrykańska Ententy dotarła w 1916 do Jaundy, pallotyni wraz z wieśniakami Ewondo pod przywództwem Charlesa Atangany i wojskami niemieckimi, uciekli na południe, do Gwinei Hiszpańskiej. Niemcy przegrały wojnę, a Kamerun, jako terytorium mandatowe Ligi Narodów, został podzielony między Wielką Brytanię i Francję. Francuzi mianowali zamiast pallotynów własnych duchaczy jako katolickich misjonarzy w Kamerunie.
Po uzyskaniu przez Kamerun niepodległości niemieccy pallotyni wrócili do diecezji Jaunde w 1964.